# Danh sách tiểu hành tinh: 26601–26700
| Tên                   | Tên đầu tiên | Ngày phát hiện       | Nơi phát hiện  | Người phát hiện |
| --------------------- | ------------ | -------------------- | -------------- | --------------- |
| 26601 -               | 2000 FD1     | 26 tháng 3 năm 2000  | Socorro        | LINEAR          |
| 26602 -               | 2000 FQ11    | 28 tháng 3 năm 2000  | Socorro        | LINEAR          |
| 26603 -               | 2000 FT17    | 29 tháng 3 năm 2000  | Socorro        | LINEAR          |
| 26604 -               | 2000 FO25    | 27 tháng 3 năm 2000  | Anderson Mesa  | LONEOS          |
| 26605 -               | 2000 FS26    | 27 tháng 3 năm 2000  | Anderson Mesa  | LONEOS          |
| 26606 -               | 2000 FH31    | 28 tháng 3 năm 2000  | Socorro        | LINEAR          |
| 26607 -               | 2000 FA33    | 29 tháng 3 năm 2000  | Socorro        | LINEAR          |
| 26608 -               | 2000 FZ33    | 29 tháng 3 năm 2000  | Socorro        | LINEAR          |
| 26609 -               | 2000 FQ34    | 29 tháng 3 năm 2000  | Socorro        | LINEAR          |
| 26610 -               | 2000 FK39    | 29 tháng 3 năm 2000  | Socorro        | LINEAR          |
| 26611 Madzlandon      | 2000 FT41    | 29 tháng 3 năm 2000  | Socorro        | LINEAR          |
| 26612 -               | 2000 FL55    | 30 tháng 3 năm 2000  | Catalina       | CSS             |
| 26613 -               | 2000 GL2     | 3 tháng 4 năm 2000   | Reedy Creek    | J. Broughton    |
| 26614 -               | 2000 GD4     | 5 tháng 4 năm 2000   | Fountain Hills | C. W. Juels     |
| 26615 -               | 2000 GV5     | 4 tháng 4 năm 2000   | Socorro        | LINEAR          |
| 26616 -               | 2000 GG6     | 4 tháng 4 năm 2000   | Socorro        | LINEAR          |
| 26617 -               | 2000 GV9     | 5 tháng 4 năm 2000   | Socorro        | LINEAR          |
| 26618 Yixinli         | 2000 GX24    | 5 tháng 4 năm 2000   | Socorro        | LINEAR          |
| 26619 -               | 2000 GP44    | 5 tháng 4 năm 2000   | Socorro        | LINEAR          |
| 26620 Yihuali         | 2000 GQ45    | 5 tháng 4 năm 2000   | Socorro        | LINEAR          |
| 26621 -               | 2000 GY57    | 5 tháng 4 năm 2000   | Socorro        | LINEAR          |
| 26622 Maxwimberley    | 2000 GH75    | 5 tháng 4 năm 2000   | Socorro        | LINEAR          |
| 26623 -               | 2000 GK82    | 8 tháng 4 năm 2000   | Farpoint       | Farpoint        |
| 26624 -               | 2000 GX88    | 4 tháng 4 năm 2000   | Socorro        | LINEAR          |
| 26625 -               | 2000 GY92    | 5 tháng 4 năm 2000   | Socorro        | LINEAR          |
| 26626 -               | 2000 GZ96    | 6 tháng 4 năm 2000   | Socorro        | LINEAR          |
| 26627 -               | 2000 GC99    | 7 tháng 4 năm 2000   | Socorro        | LINEAR          |
| 26628 -               | 2000 GX114   | 7 tháng 4 năm 2000   | Socorro        | LINEAR          |
| 26629 Zahller         | 2000 GZ132   | 12 tháng 4 năm 2000  | USNO Flagstaff | C. B. Luginbuhl |
| 26630 -               | 2000 GH133   | 12 tháng 4 năm 2000  | Haleakala      | NEAT            |
| 26631 -               | 2000 GE136   | 12 tháng 4 năm 2000  | Socorro        | LINEAR          |
| 26632 -               | 2000 HS30    | 28 tháng 4 năm 2000  | Socorro        | LINEAR          |
| 26633 -               | 2000 HS47    | 29 tháng 4 năm 2000  | Socorro        | LINEAR          |
| 26634 Balasubramanian | 2000 HX51    | 29 tháng 4 năm 2000  | Socorro        | LINEAR          |
| 26635 -               | 2000 HC53    | 29 tháng 4 năm 2000  | Socorro        | LINEAR          |
| 26636 -               | 2000 HX57    | 24 tháng 4 năm 2000  | Anderson Mesa  | LONEOS          |
| 26637 -               | 2000 HE82    | 29 tháng 4 năm 2000  | Socorro        | LINEAR          |
| 26638 -               | 2000 HO88    | 28 tháng 4 năm 2000  | Socorro        | LINEAR          |
| 26639 Murgaš          | 2000 JB7     | 5 tháng 5 năm 2000   | Ondřejov       | P. Kušnirák     |
| 26640 Bahýľ           | 2000 JV10    | 9 tháng 5 năm 2000   | Ondřejov       | P. Kušnirák     |
| 26641 -               | 2000 JT30    | 7 tháng 5 năm 2000   | Socorro        | LINEAR          |
| 26642 Schlenoff       | 2000 JJ55    | 6 tháng 5 năm 2000   | Socorro        | LINEAR          |
| 26643 -               | 2000 JT59    | 7 tháng 5 năm 2000   | Socorro        | LINEAR          |
| 26644 -               | 2000 JJ61    | 7 tháng 5 năm 2000   | Socorro        | LINEAR          |
| 26645 -               | 2000 JJ66    | 6 tháng 5 năm 2000   | Socorro        | LINEAR          |
| 26646 -               | 2000 KG67    | 31 tháng 5 năm 2000  | Socorro        | LINEAR          |
| 26647 -               | 2000 LT      | 2 tháng 6 năm 2000   | Reedy Creek    | J. Broughton    |
| 26648 -               | 2000 LY7     | 5 tháng 6 năm 2000   | Socorro        | LINEAR          |
| 26649 -               | 2000 ML6     | 30 tháng 6 năm 2000  | Haleakala      | NEAT            |
| 26650 -               | 2000 OY20    | 31 tháng 7 năm 2000  | Socorro        | LINEAR          |
| 26651 -               | 2000 OB45    | 30 tháng 7 năm 2000  | Socorro        | LINEAR          |
| 26652 -               | 2000 QH219   | 20 tháng 8 năm 2000  | Anderson Mesa  | LONEOS          |
| 26653 Amymeyer        | 2000 RY52    | 4 tháng 9 năm 2000   | Socorro        | LINEAR          |
| 26654 -               | 2000 RH103   | 5 tháng 9 năm 2000   | Anderson Mesa  | LONEOS          |
| 26655 -               | 2000 SV87    | 24 tháng 9 năm 2000  | Socorro        | LINEAR          |
| 26656 Samarenae       | 2000 SN160   | 27 tháng 9 năm 2000  | Socorro        | LINEAR          |
| 26657 -               | 2000 SX293   | 27 tháng 9 năm 2000  | Socorro        | LINEAR          |
| 26658 -               | 2000 UN90    | 24 tháng 10 năm 2000 | Socorro        | LINEAR          |
| 26659 Skirda          | 2000 VY29    | 1 tháng 11 năm 2000  | Socorro        | LINEAR          |
| 26660 Samahalpern     | 2000 VG33    | 1 tháng 11 năm 2000  | Socorro        | LINEAR          |
| 26661 Kempelen        | 2000 WY67    | 27 tháng 11 năm 2000 | Ondřejov       | P. Kušnirák     |
| 26662 -               | 2000 WB181   | 29 tháng 11 năm 2000 | Socorro        | LINEAR          |
| 26663 -               | 2000 XK47    | 15 tháng 12 năm 2000 | Socorro        | LINEAR          |
| 26664 Jongwon         | 2000 YB7     | 20 tháng 12 năm 2000 | Socorro        | LINEAR          |
| 26665 Sidjena         | 2000 YF60    | 30 tháng 12 năm 2000 | Socorro        | LINEAR          |
| 26666 Justinto        | 2000 YN97    | 30 tháng 12 năm 2000 | Socorro        | LINEAR          |
| 26667 Sherwinwu       | 2001 AS41    | 3 tháng 1 năm 2001   | Socorro        | LINEAR          |
| 26668 Tonyho          | 2001 BV7     | 19 tháng 1 năm 2001  | Socorro        | LINEAR          |
| 26669 -               | 2001 BW44    | 19 tháng 1 năm 2001  | Socorro        | LINEAR          |
| 26670 -               | 2001 BC74    | 30 tháng 1 năm 2001  | Socorro        | LINEAR          |
| 26671 Williamlopes    | 2001 DQ73    | 19 tháng 2 năm 2001  | Socorro        | LINEAR          |
| 26672 Ericabrooke     | 2001 DR74    | 19 tháng 2 năm 2001  | Socorro        | LINEAR          |
| 26673 -               | 2001 DJ92    | 20 tháng 2 năm 2001  | Haleakala      | NEAT            |
| 26674 -               | 2001 DB99    | 17 tháng 2 năm 2001  | Socorro        | LINEAR          |
| 26675 -               | 2001 EZ      | 1 tháng 3 năm 2001   | Socorro        | LINEAR          |
| 26676 -               | 2001 EZ10    | 2 tháng 3 năm 2001   | Haleakala      | NEAT            |
| 26677 -               | 2001 EJ18    | 15 tháng 3 năm 2001  | Socorro        | LINEAR          |
| 26678 -               | 2001 EN19    | 15 tháng 3 năm 2001  | Anderson Mesa  | LONEOS          |
| 26679 Thomassilver    | 2001 FX5     | 18 tháng 3 năm 2001  | Socorro        | LINEAR          |
| 26680 Wangchristi     | 2001 FL8     | 18 tháng 3 năm 2001  | Socorro        | LINEAR          |
| 26681 Niezgay         | 2001 FQ8     | 18 tháng 3 năm 2001  | Socorro        | LINEAR          |
| 26682 Evanfletcher    | 2001 FV8     | 19 tháng 3 năm 2001  | Socorro        | LINEAR          |
| 26683 -               | 2001 FM22    | 21 tháng 3 năm 2001  | Anderson Mesa  | LONEOS          |
| 26684 -               | 2001 FZ35    | 18 tháng 3 năm 2001  | Socorro        | LINEAR          |
| 26685 Khojandi        | 2001 FK44    | 18 tháng 3 năm 2001  | Socorro        | LINEAR          |
| 26686 Ellenprice      | 2001 FT45    | 18 tháng 3 năm 2001  | Socorro        | LINEAR          |
| 26687 -               | 2001 FH54    | 18 tháng 3 năm 2001  | Socorro        | LINEAR          |
| 26688 Wangenevieve    | 2001 FZ54    | 19 tháng 3 năm 2001  | Socorro        | LINEAR          |
| 26689 Smorrison       | 2001 FD56    | 23 tháng 3 năm 2001  | Socorro        | LINEAR          |
| 26690 -               | 2001 FS57    | 19 tháng 3 năm 2001  | Socorro        | LINEAR          |
| 26691 Lareegardner    | 2001 FZ76    | 19 tháng 3 năm 2001  | Socorro        | LINEAR          |
| 26692 -               | 2001 FM80    | 21 tháng 3 năm 2001  | Socorro        | LINEAR          |
| 26693 -               | 2001 FP87    | 21 tháng 3 năm 2001  | Anderson Mesa  | LONEOS          |
| 26694 Wenxili         | 2001 FR98    | 16 tháng 3 năm 2001  | Socorro        | LINEAR          |
| 26695 -               | 2001 FC111   | 18 tháng 3 năm 2001  | Socorro        | LINEAR          |
| 26696 Gechenzhang     | 2001 FE112   | 18 tháng 3 năm 2001  | Socorro        | LINEAR          |
| 26697 -               | 2001 FJ127   | 29 tháng 3 năm 2001  | Socorro        | LINEAR          |
| 26698 -               | 2001 FN128   | 31 tháng 3 năm 2001  | Anderson Mesa  | LONEOS          |
| 26699 Masoncole       | 2001 FZ128   | 30 tháng 3 năm 2001  | Socorro        | LINEAR          |
| 26700 -               | 2001 FD134   | 20 tháng 3 năm 2001  | Haleakala      | NEAT            |